# マイケル・ケイメン
マイケル・アーノルド・ケイメン（英語: Michael Arnold Kamen、1948年4月15日 - 2003年11月18日）は、アメリカ合衆国ニューヨーク州ニューヨーク市出身の作曲家。映画音楽を多く手がけた。

## 人物
ジュリアード音楽院でオーボエを専攻。1967年にニューヨーク・ロックンロール・アンサンブルを結成。映画音楽のみならず、ロックミュージシャンとのコラボレーションも盛んな人物として知られ、生前はメタリカ、布袋寅泰（1994年「AONIYOSI」、1996年アトランタ五輪閉会式等）、エアロスミス、エリック・クラプトン、デヴィッド・ボウイ、ケイト・ブッシュらのレコーディングやライブにも参加していた。
2003年、ロンドンにて、心臓発作で死去。55歳没。

## 受賞
『ロビン・フッド』で第34回グラミー賞最優秀主題歌賞を受賞。また、それ以降も何度かグラミー賞にノミネートされた。

## 主な作品

### アルバム
- 1968 - New York Rock & Roll Ensemble (New York Rock & Roll Ensemble)
- 1969 - Faithful Friends (New York Rock & Roll Ensemble)
- 1970 - Noble Dame (New York Rock & Roll Ensemble)
- 1970 - Reflections (New York Rock & Roll Ensemble)
- 1971 - Roll Over (New York Rock & Roll Ensemble)
- 1972 - Freedomburger (New York Rock & Roll Ensemble)
- 1973 - New York Rock (Michael Kamen)

### 映画音楽
- デッド・ゾーン The Dead Zone （1983年）
- 未来世紀ブラジル Brazil （1985年）
- 刑事ロニー・クレイブン Edge of Darkness （1985年） ※TVミニシリーズ
- ハイランダー/悪魔の戦士 Highlander （1986年）
- 上海サプライズ Shanghai Surprise  （1986年）
- リーサル・ウェポン Lethal Weapon （1987年）
- 誰かに見られてる Someone to Watch Over Me （1987年）
- 容疑者 Suspect （1987年）
- ダイ・ハード Die Hard （1988年）
- バロン The Adventures of Baron Munchausen （1988年）
- ロードハウス/孤独の街 Road House (1989年)
- リーサル・ウェポン2/炎の約束 Lethal Weapon 2 （1989年）
- 007 消されたライセンス Licence to Kill （1989年）
- ダイ・ハード2 Die Hard 2: Die Harder （1990年）
- 絶叫屋敷へいらっしゃい Nothing But Trouble （1991年）
- ロビン・フッド Robin Hood: Prince of Thieves （1991年）
- ラスト・ボーイスカウト The Last Boy Scout （1991年）
- ハドソン・ホーク Hudson Hawk （1991年）
- 嵐の中で輝いて Shining Through （1992年）
- リーサル・ウェポン3 Lethal Weapon 3 （1992年）
- ハリウッド・ナイトメア Tales from the Crypt (1992年, 1993年) ※TVオムニバス
- 三銃士 The Three Musketeers （1993年）
- ラスト・アクション・ヒーロー Last Action Hero （1993年）
- 相続王座決定戦 Spilitting Heirs (1993)
- ドンファン Don Juan Demarco （1994年）
- ダイ・ハード3 Die Hard: With a Vengeance （1995年）
- 陽のあたる教室 Mr. Holland's Opus （1995年）
- 101 101 Dalmatians （1996年）
- ジャック Jack （1996年）
- イベント・ホライゾン Event Horizon （1997年）
- 秘密の絆 Inventing the Abbotts （1997年）
- リーサル・ウェポン4 Lethal Weapon 4 （1998年）
- フロム・ジ・アース/人類、月に立つ From the Earth to the Moon （1998年） ※TVミニシリーズ
- 奇蹟の輝き What Dreams May Come （1998年）
- アイアン・ジャイアント The Iron Giant （1999年）
- オーロラの彼方へ Frequency （2000年）
- X-メン X-Men （2000年）
- ワイルド・レンジ 最後の銃撃 Open Range （2003年）
- ホワイト・プリンセス First Daughter （2004年）

## アーティスト参加作品
- EMPIRE（1990年）クイーンズライク
- KAMEN&HOTEI:GUITAR CONCERTO （1998年） 布袋寅泰とのコラボ
- S&M （1999年） メタリカとのコラボ